# Niort tennis de table
Le Niort Tennis de Table est un club français de tennis de table situé à Niort. L'association est née le 30 juin 2014 de la fusion des clubs du Art et Sports de Niort (AS Niort) et du SA Souché Niort. L'équipe féminine du SA Souché a évolué en Championnat de Pro A entre septembre 2008 et Juin 2013, terminant notamment troisième en 2011.

## Palmarès
- Championnat de France de Pro A
  - 3e en 2011
- Championnat de France de Pro B (1)
  - Champion en 2007
  - Vice-Champion en 2008
- Challenge National Bernard Jeu (1)
  - Vainqueur en 2002
  - Deuxième en 2001, 2004, 2006, 2009, 2010
  - Troisième en 2003

## Bilan par saison
| Saison    | Champ | Cl            | Pts | J  | V  | N | D  | Pé | Pp | Pc | Diff |
| --------- | ----- | ------------- | --- | -- | -- | - | -- | -- | -- | -- | ---- |
| 2012-2013 | Pro A | 6e            | 35  | 18 | 8  | 1 | 9  | 0  | 48 | 51 | -3   |
| 2011-2012 | Pro A | 5e            | 30  | 16 | 5  | 4 | 7  | 0  | 44 | 46 | -2   |
| 2010-2011 | Pro A | 3e            | 43  | 18 | 12 | 2 | 3  | 1  | 58 | 34 | +24  |
| 2009-2010 | Pro A | 6e            | 37  | 18 | 8  | 3 | 7  | 0  | 51 | 47 | +4   |
| 2008-2009 | Pro A | 8e            | 29  | 18 | 3  | 5 | 10 | 0  | 36 | 61 | -25  |
| 2007-2008 | Pro B | Vice-Champion | 47  | 18 | 13 | 3 | 2  | 0  | 64 | 32 | +32  |
| 2006-2007 | Pro B | Champion      | 51  | 18 | 16 | 1 | 1  | 0  | 68 | 21 | +47  |
| 2005-2006 | Pro B | 4e            | 32  | 16 | 4  | 8 | 4  | 0  | 48 | 44 | +4   |

## Effectif 2011-2012
- Congcong Zhang (n°8 FFTT)
- Elena Timina (n°21 FFTT)
- Yana Timina (n°35 FFTT)
- Pauline Clairand (n°89 FFTT)
- Marie Migot (n°100 FFTT)
- Fanny Le Melledo (n°114 FFTT)